# Norbert Michael Meenen
Norbert Michael Meenen (* 7. Juni 1949 in Pforzheim) ist ein deutscher Chirurg, Unfallchirurg  und Orthopäde, Forscher für Knochen- und Knorpelerkrankungen speziell bei Kindern und Jugendlichen sowie Professor für Orthopädie und Unfallchirurgie in Hamburg.

## Werdegang
Ab 1971 Medizinstudium in Würzburg, 1975 Stipendium für einen Studienaufenthalt an der Würzburger Partneruniversität in Padova. Dort Tätigkeit als außerplanmäßiger Assistent in der gefäßchirurgischen Abteilung bei Giovanni P. Deriu. Während des Studium Tätigkeit für den anatomischen Kopf-Präparierkurs der Zahnmediziner und für wissenschaftliche experimentelle Arbeiten am anatomischen Institut der Universität Würzburg am Lehrstuhl von Theodor Heinrich Schiebler: Elektronenmikroskopische und enzymhistochemische Untersuchungen am Gallenblasepithel. Staatsexamen, ärztliche Approbation und Promotion an der Universität Würzburg 1978.

## Berufsleben
Ab 1978 arbeitete Meenen zunächst als Wissenschaftlicher Assistent in der Unfall- und Wiederherstellungschirurgie am Universitätskrankenhaus Hamburg-Eppendorf. Er begann mit ersten experimentellen Arbeiten über Knochenersatz mit unterschiedlichen biologischen und synthetischen Materialien. 1981 wechselte er an das Hamburger Katholische Marienkrankenhaus in die Abteilung Chirurgie zur Ausbildung in Allgemeiner und Bauchchirurgie. Das Spektrum dort umfasste auch Endoskopie und Chemotherapie bei Tumorpatienten. Seit 1983 war er an der Einführung der Sonographie in der Bauchchirurgie beteiligt und bildete in der Folge deutschlandweit in der Sonographie des Abdomens aus. 1985 konnte er an der Universität Padova seine gefäßchirurgische Qualifikation vertiefen.
Er erlangte den Facharzt für Chirurgie 1985 und 1986 das Teilgebiet der Unfallchirurgie. 1989 wurde er zum Oberarzt der Hand-, Unfall- und Wiederherstellungschirurgie ernannt. 1996 erfolgte die Habilitation, und Venia legendi im Fachbereich Medizin in Hamburg über Knochenersatzmaterial und Zellkultur. 2001 wurde Meenen zum apl. Professor an der Universität Hamburg und zum leitenden Oberarzt am Universitätsklinikum Hamburg-Eppendorf ernannt. Meenen führte aufgrund der grundsätzlichen biomechanischen Bedeutung dieses Verfahrens eine medizinhistorische Analyse zur Entwicklung der Zuggurtungsosteosynthese an der Patella durch. Er betrieb eine Gelenksprechstunde und ein Ambulanz-Zentrum für Gelenkchirurgie. Meenen wurde zum Instruktor Arthroskopie AGA ernannt und ist Dozent für Arthroskopiekurse.
2008 wechselte er als Sektionsleiter Kindersportmedizin in die Kinderorthopädie ans Altonaer Kinderkrankenhaus (AKK) in Hamburg. Hier entstanden klinische Arbeiten zu Verletzungen am Kniebandapparat und am kindlichen Bewegungsapparat mit Beteiligung der Wachstumsfugen. Sein wissenschaftlicher und klinischer Schwerpunkt wurde die Kinder-Gelenkchirurgie und die konservative und operative Behandlung der Osteochondrosis dissecans. 2013 erwarb er die Qualifikation Facharzt für Orthopädie und Unfallchirurgie. 2014 setzte er seine klinische und wissenschaftliche Tätigkeit nach Beendigung seiner regulären Arbeitsphase am Chirurgisch-Traumatologischen Zentrum des Asklepios Klinikum St. Georg zunächst bei Karl-Heinz Frosch, inzwischen bei Michael Hoffmann als Leiter der jungen Sportmedizin/Gelenkchirurgie für Kinder und Jugendliche fort. Auch hier blieb sein klinischer und wissenschaftlicher Schwerpunkt die Begleitung von jungen Patienten mit Osteochondrosis Dissecans und anderen Gelenkerkrankungen und -Verletzungen junger Sportler. Seit 2022 operiert er auch im katholische Kinderkrankenhaus Wilhelmstift, Abteilung Kinderorthopädie.
Seit 1979 lebt Meenen mit seiner Ehefrau, Dr.med. Ille Meenen (Anästhesistin), in Hamburg.

## Wissenschaftliche Kooperationen zum Tissue Engineering
Seit 1981 führte Norbert Meenen Studien zu Knochendefekt-Rekonstruktion durch. Anschließend untersuchte er als synthetischen Knochenersatz Hydroxylapatit-Keramik zur Defektfüllung. Für die mikroskopischen Auswertungen wurde die international neuartige, in Hamburg entwickelte Dünnschlifftechnik von Methacrylat eingesetzt, bei der als Hinweis auf mechanische Kraftlinien im Knochen Collagenfaserverläufe im Polarisations-Mikroskop darstellbar sind ohne die Mineralphase des Knochens zuvor durch Entkalkung entfernen zu müssen.
Meenens Konzept zum Tissue Engineering von biohybridem (synthetisches Biomaterial und körpereigenen Zellen) Gelenkflächenersatz (Knorpel und Knochen) wurde durch das Bundesministerium Bildung und Forschung (BMBF) über Jahre auch mit seinen Kooperationspartnern gefördert. Dazu erfolgte der erstmalige Aufbau einer Zellkultur von Chondrozyten (Tissue Engineering) in Hamburg in Zusammenarbeit mit der TU-HH mit R. Pörtner (Bioverfahrenstechnik) und M. Morlock (Biomechanik). Eine weitere Zusammenarbeit erfolgte mit dem ITV Stuttgart (Deutsches Institut für Textil- und Faserforschung) mit M. Dauner und mit dem Institut für Organische Chemie und Biochemie an der Technischen Universität München Horst Kessler. In diesem Zusammenhang wurden mehrere internationale Patente eingereicht. Aus diesem Projekt entstanden diverse wissenschaftliche Publikationen und populärwissenschaftliche Einlassungen.

## Berufspolitische Funktionen (zeitlich limitiert)
- Mitglied diverser deutscher und internationaler Fachgesellschaften (u. a. DGU, DGCh, AGA)
- 1988 Mitglied des nichtständigen Beirates der DGU
- 1988 Kongress-Sekretär für den Jahreskongress der DGU
- bis 2009 Mitglied des Präsidiums der DGU dgu-online.de
- bis 2009 Leiter des Wissenschaftsausschusses der DGU
- Mitglied der Arbeitsgruppe Geweberegeneration der DGU
- Mitglied der Leitlinienkommission der DGU und Leitlinien Autor.
- Gründer des Netzwerkes Experimentelle Unfallchirurgie (jetzt Traumanetzwerk)
- Autor und Koautor der unfallchirurgisch/orthopädischen Kataloge DRG und ICPM (ICD-10) in Koordination des DIMDI.
- Mitglied der DRG-Kommission und der GOÄ-Kommission der Bundesärztekammer
- bis 2008 DGU-Vertreter bei der Arbeitsgemeinschaft wissenschaftlich medizinischer Fachgesellschaften (AWMF)
- bis 2010 Wissenschaftlicher Beirat German Medical Science in der AWMF
- bis 2010 Mitglied des wissenschaftlichen Beirates der Medizinischen Zentralbibliothek (ZBMed)
- Mitglied Deutsches Netzwerk für Versorgungsforschung e. V. (DNVF)
- bis 2002 Leiter der Chirurgischen Arbeitsgemeinschaft Biomaterialien (CAB) in der DGCh
- 1997 Kongresspräsident der CAB in Hamburg und Herausgeber eines Kongress-Bandes[12] zur Unfallchirurgie Zelluläre Interaktion mit Biomaterialien.

Als erster deutscher Wissenschaftler wies Meenen schon 1997 auf die Problematik des Impact-Faktors als Scintometrischer Parameter in der nationalen und internationalen Evaluation von Forscherpersönlichkeiten hin. Es wurde deutlich, dass im Impact-Faktor Artikel der Grundlagenforschung bei den Zitierungen deutliche Vorteile gegenüber klinischen Arbeiten auch von überragender Bedeutung erfahren. Zudem zeigte sich, dass die Bewertung von individuellen Arbeiten mit Hilfe der Bewertung von Zeitschriften kaum eine Korrelation entwickelt. Es wurde daraufhin mit seiner Beteiligung eine Arbeitsgruppe der medizinischen Wissenschaftsorganisation AWMF gegründet. Als Ergebnis der Arbeitsgruppensitzungen wird der Impactfaktor bei der Beurteilung individueller wissenschaftlicher Leistungen an deutsche Fakultäten mit einem Korrekturfaktor berechnet.

## Aktuelle Wissenschaftliche und Klinische Schwerpunkte
Kinder- und Jugendsprechstunden sowie operative Tätigkeit in Orthopädischen Kliniken in Hamburg (Asklepios Klinik St. Georg, Wilhelmstift katholisches Kinderkrankenhaus) zu Verletzungen und Erkrankungen des jugendlichen Skeletts (Kindersportmedizin):
- Juvenile Osteochondrosis dissecans (Knie, Ellenbogen, Sprunggelenk),
- kindliche Gelenk-Knorpelschäden,
- kindliche Meniskusschäden (u. a. Scheibenmeniskus),
- kindliche Bandläsionen, insbesondere
- Kindliche Kreuzbandrisse,
- Patella-Pathologien (Kniescheibenverrenkungen),
- Beinachsenfehler.

Zur Erforschung der juvenilen Osteochondrosis Dissecans (JOCD) besteht um Meenen eine Arbeitsgruppe, die seit 2008 Aspekte dieser chronischen Überlastungsreaktion am kindlichen Skelett erforscht: Über das spontane Heilungspotential der JOCD, über die Vitalität des Knochengewebes der JOCD (keine Osteonekrose), über den Einfluss von Vitamin D3 auf die Heilung von JOCD, über die sonographische Diagnostik der JOCD sowie über spezielle Aspekte der Erkrankung unter operativ-arthroskopischer Sicht. Die Arbeitsgruppe ist europäisches Mitglied von ROCK, (Research in Osteochondritis of the Knee).

## Soziales berufsspezifische Engagement
Ein weiterer Schwerpunkt seiner Tätigkeit liegt in der Prävention von Sportverletzungen besonders beim Reitsport und beim Kinderschwimmen. Er ist medizinischer Sicherheitsberater bei Reitverbänden, besonders beim Club Deutscher Vielseitigkeitsreiter und bei deutschen Schleppjagd-Vereinen. Bestandteil ist die Organisation und Durchführung von Kursen für Notärzte im Reitsport.
2018 erfolgte auf seine Initiative hin mit der Stiftung Sicherheit im Sport die Einrichtung eines DIN Ausschusses „Sicherheit im Pferdesport“.

## Publikationen (Auswahl)
- Johnstone T, Espiritu J, Tompkins M, Carrey J, Nissen C, Shea KG, The ROCK Group: Which Osteochondritis Dissecans Lesions Will Heal Nonoperatively? An Application of Machine Learning to the ROCK Prospective Cohort. In: Orthopaedic Journal of Sports Medicine. Band 12, Nr. 12, 2024, doi:10.1177/23259671241297145.
- Krause M, Meenen NM, Korthaus A: Juvenile Osteochondrosis dissecans am Knie. In: Engelhardt M, Raschke MJ (Hrsg.): Orthopädie und Unfallchirurgie. Springer Reference Medizin, 2020, doi:10.1007/978-3-642-54673-0_218-1.
- Korthaus A, Meenen NM, Pagenstert G, Krause M: The "hump": a new arthroscopic phenomenon guiding for reliable therapy of osteochondritis dissecans of variable stability status. In: Archives of Orthopaedic and Trauma Surgery. Band 143, Nr. 3, April 2023, S. 1513–1521, doi:10.1007/s00402-022-04409-1, PMID 35366091.
- Gebauer M, Beil T, Beckmann J, Sárváry AM, Ueblacker P, Ruecker AH, Holste J, Meenen NM: Mechanical evaluation of different techniques for Achilles tendon repair. In: Arch Orthop Trauma Surg. Band 127, Nr. 9, 2007, S. 795–799, doi:10.1007/s00402-007-0325-8, PMID 17457597.
- The ROCK Group, Meenen NM: Descriptive Epidemiology From the Research in Osteochondritis Dissecans of the Knee (ROCK) Prospective Cohort. In: The American Journal of Sports Medicine. Band 50, Nr. 1, 2022, S. 118–127., doi:10.1177/03635465211057103, PMID 34818065.
- Briem D, Strametz S, Schröder K, Meenen NM, Lehmann W, Linhart W, Ohl A, Rueger JM: Response of primary fibroblasts and osteoblasts to plasma treated polyetheretherketone (PEEK) surfaces. In: Journal of Materials Science: Materials in Medicine. Band 16, Nr. 7, 2005, S. 671–677, doi:10.1007/s10856-005-2539-z, PMID 15965600.
- Katzer A, Meenen NM, Grabbe F, Rueger J: Surgery of skeletal metastases. In: Archives of Orthopaedic and Trauma Surgery. Band 122, Nr. 5, 2002, S. 251–258, doi:10.1007/s00402-001-0359-2, PMID 12070642.
- Petersen JP, Ueblacker P, Goepfert C, Adamietz P, Baumbach K, Stork A, Rueger JM, Poertner R, Amling M, Meenen NM: Long-term results after implantation of tissue engineered cartilage for the treatment of osteochondral lesions in a minipig model. In: Journal of Materials Science: Materials in Medicine. Band 19, Nr. 5, 2008, S. 2029–2038, doi:10.1007/s10856-007-3291-3, PMID 17957447.
- Krause M, Lehmann D, Amling M, Rolvien T, Frosch KH, Püschel K, Bohndorf K, Meenen NM: Intact Bone Vitality and Increased Accumulation of Nonmineralized Bone Matrix in Biopsy Specimens of Juvenile Osteochondritis Dissecans: A Histological Analysis. In: American Journal of Sports Medicine. Band 43, Nr. 6, 2015, S. 1337–1344, doi:10.1177/0363546515572579, PMID 25759459.
- Krause M, Hapfelmeier A, Möller M, Amling M, Bohndorf K, Meenen NM: Healing Predictors of Stable Juvenile Osteochondritis Dissecans Knee Lesions After 6 and 12 Months of Nonoperative Treatment. In: American Journal of Sports Medicine. Band 41, Nr. 10, Juli 2013, S. 2384-91, doi:10.1177/0363546513496049, PMID 23876519.
- Hessler C, Schilling B, Meenen NM, Lockemann U, Püschel K: Risks in sport riding – a critical survey of safety standards in sport riding. In: Sportverletz Sportschaden. Band 24, Nr. 3, 2010, S. 154–158, doi:10.1055/s-0029-1245442, PMID 20845244.
- Petersen JP, Ruecker A, von Stechow D, Adamietz P, Poertner R, Rueger JM, Meenen NM: Present and future therapies of articular cartilage defects. In: European Journal of Trauma. Band 29, Nr. 1, 2003, S. 1–10, doi:10.1007/s00068-003-1215-6.
- Baumbach K, Petersen JP, Ueblacker P, Schröder J, Göpfert C, Stork A, Rueger JM, Amling M, Meenen NM: The fate of osteochondral grafts after autologous osteochondral transplantation: a one-year follow‑up study in a minipig model. In: Archives of Orthopaedic and Trauma Surgery. Band 128, Nr. 11, 2008, S. 1255–1263, doi:10.1007/s00402-007-0532-3, PMID 18064477.
- Jungesblut O. D., Berger‑Groch J., Meenen N. M., Stuecker R., Rupprecht M.: Validity of Ultrasound Compared with Magnetic Resonance Imaging in Evaluation of Osteochondritis Dissecans of the Distal Femur in Children. In: Cartilage. 1. Februar 2019, S. e1947603519828434, doi:10.1177/1947603519828434, PMID 30704293.
- Drenck TC, Akoto R, Meenen NM, Heitmann M, Preiss A, Frosch KH: Ligamentous knee injuries in children and adolescents. In: Unfallchirurg. Band 119, Nr. 7, Juli 2016, S. 581–597, doi:10.1007/s00113-016-0202-4, PMID 27385203.
- Krause M, Preiss A, Meenen NM, Madert J, Frosch KH: “Fracturoscopy” is Superior to Fluoroscopy in the Articular Reconstruction of Complex Tibial Plateau Fractures‑An Arthroscopy Assisted Fracture Reduction Technique. In: Journal of Orthopaedic Trauma. Band 30, Nr. 8, 2016, S. 437–444, doi:10.1097/BOT.0000000000000569, PMID 26978133.
- Niemeyer P, Albrecht D, Andereya S, Angele P, Ateschrang A, Aurich M, Baumann M, Bosch U, Erggelet C, Fickert S, Gebhard H, Gelse K, Günther D, Hoburg A, Kasten P, Kolombe T, Madry H, Marlovits S, Meenen NM, Müller PE, Nöth U, Petersen JP, Pietschmann M, Richter W, Rolauffs B, Rhunau K, Schewe B, Steinert A, Steinwachs MR, Welsch GH, Zinser W, Fritz J: Autologous chondrocyte implantation (ACI) for cartilage defects of the knee: A guideline by the working group "Clinical Tissue Regeneration" of the German Society of Orthopaedics and Trauma (DGOU). In: Knee. Band 23, Nr. 3, 2016, S. 426–435, doi:10.1016/j.knee.2016.02.001, PMID 26947215.
- Hissnauer TN, Baranowsky A, Pestka JM, Streichert T, Wiegandt K, Goepfert C, Beil FT, Albers J, Schulze J, Ueblacker P, Petersen JP, Schinke T, Meenen NM, Pörtner R, Amling M: Identification of molecular markers for articular cartilage. In: Osteoarthritis and Cartilage. Band 18, Nr. 12, 2010, S. 1630–1638, doi:10.1016/j.joca.2010.10.002, PMID 20950698.
- Pörtner R, Nagel-Heyer S, Goepfert C, Adamietz P, Meenen NM: Bioreactor design for tissue engineering. In: Journal of Bioscience and Bioengineering. Band 100, Nr. 3, 2005, S. 235–245, doi:10.1263/jbb.100.235, PMID 16243271.
- Nagel-Heyer S, Goepfert C, Feyerabend F, Petersen JP, Adamietz P, Meenen NM, Pörtner R: Bioreactor cultivation of three-dimensional cartilage‑carrier‑constructs. In: Bioprocess and Biosystems Engineering. Band 27, Nr. 4, 2005, S. 273–280, doi:10.1007/s00449-005-0419-z, PMID 15928929.
- Jeschke B, Meyer J, Jonczyk A, Kessler H, Adamietz P, Meenen NM, Kantlehner M, Goepfert C, Nies B: RGD‑peptides for tissue engineering of articular cartilage. In: Biomaterials. Band 23, Nr. 16, 2002, S. 3455–3463, doi:10.1016/s0142-9612(02)00052-2, PMID 12099289.
- Eichhorn‑Sens J, Katzer A, Meenen NM, Rueger JM: Carpo‑metacarpal dislocation injuries. In: Handchirurgie · Mikrochirurgie · Plastische Chirurgie. Band 33, Nr. 3, 2001, S. 189, doi:10.1055/s-2001-15130, PMID 11468897.
- Meenen NM, Lorke DE, Westerhoff M, Dallek M, Jungbluth KH: Isolated fracture of Volkmann's triangle – a unique injury. In: Unfallchirurgie. Band 19, Nr. 2, April 1993, S. 98–107, doi:10.1007/BF02588088, PMID 8493736.
- Frömter E, Brähler E, Langenbeck U, Meenen NM, Usadel KH,: The AWMF model for the evaluation of published research papers in medicine. In: Deutsche Medizinische Wochenschrift. Band 124, Nr. 30, 1999, S. 910–915, doi:10.1055/s-0032-1301841, PMID 10464494.
- Jungbluth KH, Dallek M, Meenen NM: Verletzungen der Wachstumsfugen (Injuries to the growth plates). In: Unfallchirurg. Band 100, Nr. 7, 1997, S. 571–586, doi:10.1007/s001130050160, PMID 9340784.
- P Behrens, U Bosch, J Bruns, C Erggelet, SA Esenwein, C Gaissmaier, T Krackhardt, J Löhnert, S Marlovits, NM Meenen, J Mollenhauer, S Nehrer, FU Niethard, U Nöth, C Perka, W Richter, D Schäfer, U Schneider, M Steinwachs, K Weise: Indikations- und Durchführungsempfehlungen der Arbeitsgemeinschaft „Geweberegeneration und Gewebeersatz“ zur Autologen Chondrozyten-Transplantation (ACT). In: Zeitschrift fur Orthopädie und ihre Grenzgebiete. Band 142, Nr. 5, 2004, S. 529–539, doi:10.1055/s-2004-832353, PMID 15472761.